# Ines Schiller (Schauspielerin)
Ines Schiller (* 3. Mai 1983 in Freistadt) ist eine österreichische Schauspielerin.

## Leben
Schiller studierte ab 2004 Schauspiel an der Anton Bruckner Universität in Linz, an der sie 2008 ihren Abschluss mit Auszeichnung erhielt. 2009 und 2010 wurde sie von der Zeitschrift Theater heute als beste Nachwuchsschauspielerin nominiert. Während des Studiums gastierte sie am Münchner Volkstheater, am Thalia Theater Halle und am Théâtre Municipal in Esch-sur-Alzette in Luxembourg.  Es folgten bis 2012 feste Engagements am neuen theater Halle (wo sie unter anderem die Hauptrolle in der Uraufführung von Charlotte Roches Feuchtgebiete übernahm), am Anhaltischen Theater Dessau und am Nationaltheater Mannheim. Parallel dazu studierte sie von 2008 bis 2012 an der Kunstuniversität Linz Zeitbasierte Medien mit dem Abschluss als Magister der Künste.
Weitere Engagements folgten am Theater Bonn, am Theater St. Gallen, Staatstheater Hannover am Schauspiel Frankfurt und am Maxim Gorki Theater Berlin. Von 2016 bis 2019 wirkte sie als festes Ensemblemitglied am Landestheater Linz. Danach folgten mehrmalige Engagements am Vorarlberger Landestheater, am Werk X in Wien und am Staatstheater Braunschweig. Sie arbeitete dabei mit Regisseuren zusammen wie zum Beispiel Thorleifur Örn Arnarsson, Mizgin Bilmen, Wolf Bunge, André Bücker, Christine Eder, Christina Friedrich, Herbert Fritsch, Burkhard C. Kosminski, Cesy Leonard, Susanne Lietzow, Maria Viktoria Linke, Christoph Mehler, Katrin Plötner, Niklas Ritter, Georg Schmiedleitner, Katka Schroth, Stephan Suschke. Markus Völlenklee und Christian Weise.
Schiller erhielt Einladungen zu den Autorentheatertagen am Deutschen Theater Berlin (2011), zu den Mülheimer Theatertagen (2012) sowie im Jahr 2015 zum Ausstellungsprojekt sans serif im Rahmen der Biennale in Havanna, zum Heimatfilmfestival in Freistadt und zur Diagonale in Wien. Sie wirkte in mehreren Fernsehserien und Filmen mit und war an Videoarbeiten verschiedener Bühnen beteiligt.
Ines Schiller wohnt in Berlin und Wien.

## Rollenrepertoire (Auswahl)
- Julie in Liliom von Ferenc Molnár[2]
- Paula in Der Raub der Sabinerinnen von Curt Goetz
- Helen Mermel in Feuchtgebiete von Charlotte Roche (Uraufführung Neues Theater Halle)
- Elisabeth in Götz von Berlichingen von Johann Wolfgang von Goethe
- Waltraut von Mohrungen in Des Teufels General von Carl Zuckmayer
- Agnes in Die Familie Schroffenstein von Heinrich von Kleist
- Recha in Nathan der Weise von Gotthold Ephraim Lessing
- Prinzessin Ebolie in Don Carlos von Friedrich Schiller
- Irina in Gespräche mit Astronauten von Felicia Zeller (Uraufführung Nationaltheater Mannheim)
- Claudia Starik in Waffenwetter von Dietmar Dath (Uraufführung Nationaltheater Mannheim)
- Thea Elvsted in Hedda Gabler von Henrik Ibsen
- „Das Nichts“ in Die Kontrakte des Kaufmanns von Elfriede Jelinek (Schweizer Erstaufführung Theater St. Gallen)
- Amalia in Die Räuber von Friedrich Schiller
- Andrea Sarti in Leben des Galilei von Bertolt Brecht
- Die Frau in Das Erdbeben in Chili von Heinrich von Kleist
- „Erste Liebe“ und „Engel der Verzweiflung“ in Der Auftrag von Heiner Müller
- Janine in Der weiße Wolf von Lothar Kittstein (Uraufführung Schauspiel Frankfurt)
- Katharina in Der Widerspenstigen Zähmung von William Shakespeare
- Anna Mahr in Einsame Menschen von Gerhart Hauptmann
- Betty Dullfeed in Arturo Ui von Bertolt Brecht
- Ismene in Antigone von Sophokles
- Medea in Das goldene Vlies von Franz Grillparzer
- Ma Ginger in Dogville von Lars von Trier

Quellen:

## Filmografie (Auswahl)
- 2012: SOKO Kitzbühel (Fernsehserie, Folge Viererbande)
- 2013: Keep me in mind (Dokumentation) Regie: Christina Friedrich
- 2016: Kato (Spielfilm) Regie: Julius Wiege
- 2017: Zwei Schwestern (Kurzfilm) Regie: Denis Pejovic
- 2018: Schnell ermittelt (Fernsehserie, Folge Elena Ruggenberger)
- 2019: Sehn.Sucht, (Spielfilm) Regie Martina Hechenberger
- 2020: Hurensöhne (Spielfilm) Regie: Christina Friedrich
- 2021: SOKO Donau / Wien (Fernsehserie, Folge: Die letzte Party)
- 2021: Schlussendlich aus Reue (Kurzfilm) Regie: Denis Pejovic
- 2021: Zone (Spielfilm) Regie: Christina Friedrich
- 2021 Für Dich (Dokumentation, Drama) Regie: Amina Gusner
- 2023: SOKO Linz – Einmal um die Welt (Fernsehserie)